# Addis Ababa–Adama Expressway

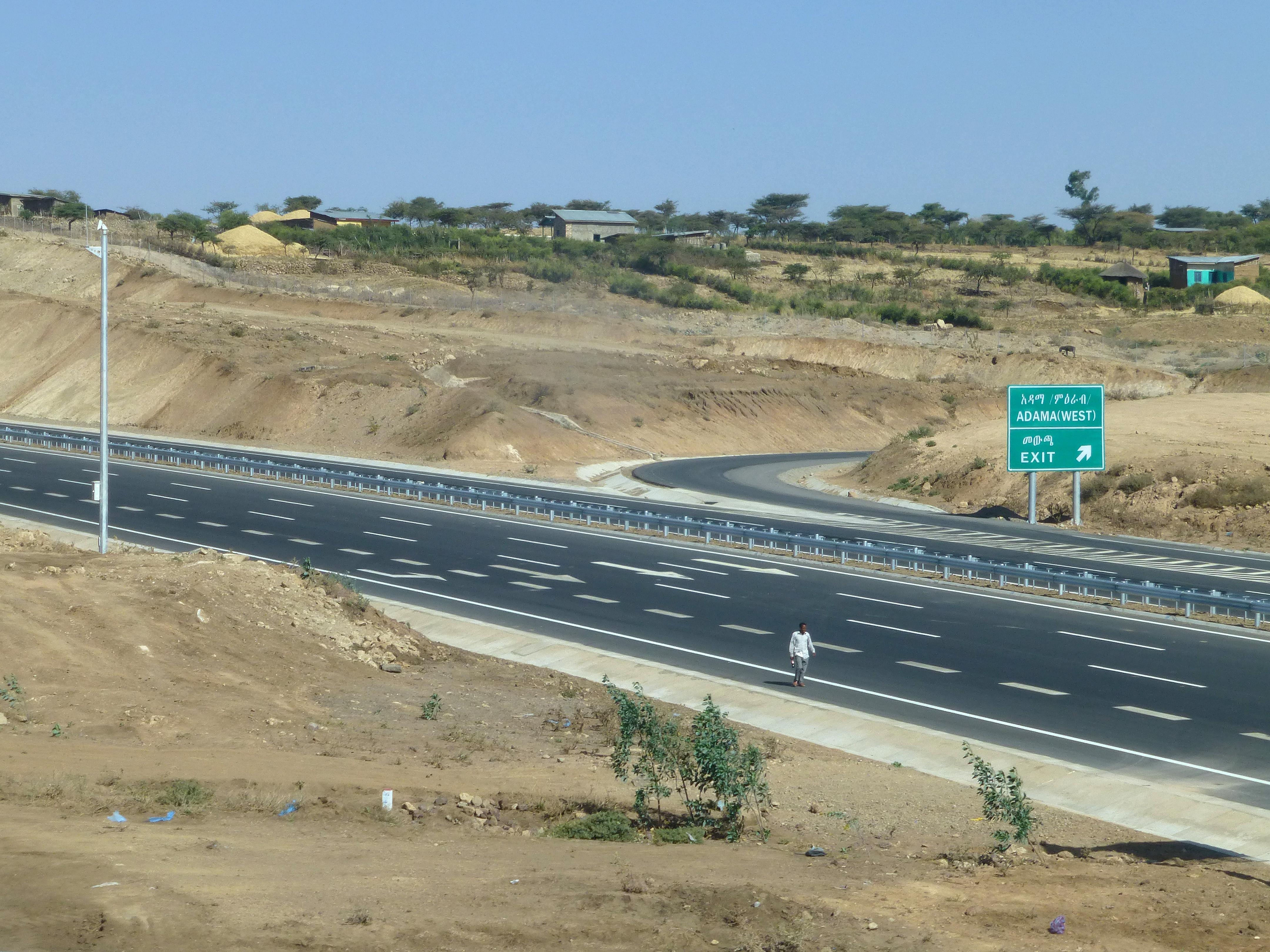

De Addis Ababa–Adama Expressway (Amhaars: የአዲስ አበባ-አዳማ የፍጥነት መንገድ, ye’ādīsi ābeba-ādama yefit’ineti menigedi, Afaan Oromo: Daandii saffisaa Finfinnee gara Adaamaa) is een autosnelweg in Ethiopië. De snelweg werd geopend in 2014 en verbindt Addis Abeba met Adama over een afstand van 84,7 kilometer.